# Bonneuil-en-Valois
Bonneuil-en-Valois és un municipi francès, situat al departament de l'Oise i a la regió dels Alts de França. L'any 2007 tenia 977 habitants.

## Demografia

### Població
El 2007 la població de fet de Bonneuil-en-Valois era de 977 persones. Hi havia 352 famílies de les quals 78 eren unipersonals (41 homes vivint sols i 37 dones vivint soles), 85 parelles sense fills, 159 parelles amb fills i 30 famílies monoparentals amb fills.
La població ha evolucionat segons el següent gràfic:
Habitants censats

### Habitatges
El 2007 hi havia 415 habitatges, 365 eren l'habitatge principal de la família, 32 eren segones residències i 18 estaven desocupats. 387 eren cases i 19 eren apartaments. Dels 365 habitatges principals, 309 estaven ocupats pels seus propietaris, 46 estaven llogats i ocupats pels llogaters i 9 estaven cedits a títol gratuït; 5 tenien una cambra, 15 en tenien dues, 53 en tenien tres, 100 en tenien quatre i 193 en tenien cinc o més. 304 habitatges disposaven pel capbaix d'una plaça de pàrquing. A 140 habitatges hi havia un automòbil i a 194 n'hi havia dos o més.

### Piràmide de població
La piràmide de població per edats i sexe el 2009 era:
| Homes | Edats   | Dones |
| ----- | ------- | ----- |
| 0     | 95 o +  | 4     |
| 0     | 90 a 94 | 4     |
| 4     | 85 a 89 | 4     |
| 4     | 80 a 84 | 4     |
| 16    | 75 a 79 | 12    |
| 16    | 70 a 74 | 20    |
| 8     | 65 a 69 | 20    |
| 32    | 60 a 64 | 24    |
| 28    | 55 a 59 | 36    |
| 32    | 50 a 54 | 16    |
| 44    | 45 a 49 | 68    |
| 28    | 40 a 44 | 20    |
| 40    | 35 a 39 | 44    |
| 28    | 30 a 34 | 24    |
| 28    | 25 a 29 | 24    |
| 20    | 20 a 24 | 24    |
| 12    | 15 a 19 | 32    |
| 32    | 10 a 14 | 32    |
| 36    | 5 a 9   | 40    |
| 20    | 0 a 4   | 16    |

## Economia
El 2007 la població en edat de treballar era de 611 persones, 463 eren actives i 148 eren inactives. De les 463 persones actives 422 estaven ocupades (241 homes i 181 dones) i 42 estaven aturades (17 homes i 25 dones). De les 148 persones inactives 54 estaven jubilades, 44 estaven estudiant i 50 estaven classificades com a «altres inactius».

### Ingressos
El 2009 a Bonneuil-en-Valois hi havia 375 unitats fiscals que integraven 1.023,5 persones, la mediana anual d'ingressos fiscals per persona era de 19.531 €.

### Activitats econòmiques
Dels 31 establiments que hi havia el 2007, 1 era d'una empresa extractiva, 1 d'una empresa alimentària, 4 d'empreses de fabricació d'altres productes industrials, 4 d'empreses de construcció, 3 d'empreses de comerç i reparació d'automòbils, 3 d'empreses de transport, 2 d'empreses d'hostatgeria i restauració, 2 d'empreses d'informació i comunicació, 1 d'una empresa financera, 1 d'una empresa immobiliària, 2 d'empreses de serveis, 2 d'entitats de l'administració pública i 5 d'empreses classificades com a «altres activitats de serveis».
Dels 7 establiments de servei als particulars que hi havia el 2009, 1 era una oficina de correu, 1 funerària, 1 paleta, 1 fusteria, 1 electricista, 1 empresa de construcció i 1 perruqueria.
L'únic establiment comercial que hi havia el 2009 era una fleca.
L'any 2000 a Bonneuil-en-Valois hi havia 11 explotacions agrícoles que ocupaven un total de 1.040 hectàrees.

## Equipaments sanitaris i escolars
El 2009 hi havia una escola elemental integrada dins d'un grup escolar amb les comunes properes formant una escola dispersa.

## Poblacions més properes
El següent diagrama mostra les poblacions més properes.